# Lying from You
Lying from You (englisch etwa für Lügen von dir) ist ein Lied der US-amerikanischen Nu-Metal-Band Linkin Park. Es erschien im März 2003 auf ihrem zweiten Studioalbum Meteora und wurde am 16. März 2004 zu Promotionszwecken als Airplay in den Vereinigten Staaten veröffentlicht.

## Inhalt
Lying from You ist aus der Perspektive des lyrischen Ichs geschrieben, das mit einer anderen Person nichts mehr zu tun haben will und deshalb Lügen erfindet, um sich von dieser zu entfernen. Es hat nicht den Mut, der Person direkt die Wahrheit zu sagen und tut dies daher unterschwellig, wobei es hofft, dass dieser Mensch dadurch selbst nicht mehr in seiner Nähe sein möchte. Dabei habe es vorgegeben anders zu sein, als es in Wirklichkeit ist. Mike Shinoda rappt seinen Teil des Texts, während Chester Bennington singt und schreit.

“I can’t pretend this is the way it’ll stay

I’m just trying to bend the truth

I can’t pretend I’m who you want me to be

So I’m lying my way from You”

## Produktion
Der Song wurde von dem US-amerikanischen Musikproduzenten Don Gilmore in Zusammenarbeit mit Linkin Park produziert. Die Linkin-Park-Mitglieder fungierten zudem als Autoren.

## Musikvideo
Zu Lying from You wurde ein Live-Musikvideo veröffentlicht, das von Linkin Parks Videoalbum Live in Texas stammt. Es verzeichnet auf YouTube über sieben Millionen Aufrufe (Stand August 2023). Das Video zeigt die Band bei einem Auftritt mit dem Song Anfang August 2003 in einem Stadion in Texas vor einem großen, jubelnden und tanzenden Publikum.

## Kommerzieller Erfolg

### Chartplatzierungen
Lying from You stieg nur aufgrund von Airplay am 10. April 2004 auf Platz 78 in die US-amerikanischen Singlecharts ein und erreichte am 15. Mai 2004 mit Rang 58 die höchste Position. Insgesamt war es 18 Wochen lang in den Top 100 vertreten.
| ChartsChartplatzierungen       | Höchstplatzierung | Wochen |
| ------------------------------ | ----------------- | ------ |
| Vereinigte Staaten (Billboard) | 58 (18 Wo.)       | 18     |

### Auszeichnungen für Musikverkäufe
Im Jahr 2024 erhielt Lying from You im Vereinigten Königreich für mehr als 200.000 verkaufte Einheiten eine Silberne Schallplatte.

| Land/Region                  | Auszeichnungen für Musikverkäufe (Land/Region, Auszeichnung, Verkäufe) | Verkäufe |
| ---------------------------- | ---------------------------------------------------------------------- | -------- |
| Neuseeland (RMNZ)            | Gold                                                                   | 15.000   |
| Vereinigtes Königreich (BPI) | Silber                                                                 | 200.000  |
| Insgesamt                    | 1× Silber · 1× Gold ·                                                  | 215.000  |